# 왕인공
왕인공(王仁恭, 558년~617년)은 수나라의 정치인, 군인이이다. 자는 원실(元實)이다.
여러 차례 전장에서 공을 세워 대장군(大將軍)이 되었으며, 급군태수(汲郡太守), 신도태수(信都太守), 마읍태수(馬邑太守) 등을 지내다가 617년 부하 유무주(劉武周)에게 살해당했다.

## 참고 자료
- 『隋書』巻六十五 列伝第三十
- 『北史』巻七十八 列伝第六十六